# Endasys flavivittatus
Endasys flavivittatus là một loài tò vò trong họ Ichneumonidae.